# Patriarchaat Oost-Indië
Het patriarchaat Oost-Indië is een titulair rooms-katholiek patriarchaat.
Het patriarchaat werd op 1 september 1886 ingesteld door paus Leo XIII. De titel is een eretitel zonder jurisdictie, die wordt toegekend aan de aartsbisschop van Goa en Daman.

## Lijst van patriarchen van Oost-Indië
| Periode | Periode | Patriarch                                       |
| ------- | ------- | ----------------------------------------------- |
| 1886    | 1908    | António Sebastião Valente                       |
| 1909    | 1929    | Mateus de Oliveira Xavier                       |
| 1929    | 1940    | Teotónio Emanuel Ribeiro Vieira de Castro       |
| 1940    | 1953    | José da Costa Nunes                             |
| 1953    | 1975    | José Vieira Alvernaz                            |
| 1978    | 2004    | Raul Nicolau Gonçalves                          |
| 2004    | heden   | Filipe Neri António Sebastião do Rosário Ferrão |

Jeruzalem · Lissabon · Venetië

Titulair patriarchaat: Oost-Indië · West-Indië

Voormalig patriarchaat: Latijns patriarchaat van Alexandrië · Latijns patriarchaat van Antiochië · Aquileja · Latijns patriarchaat van Constantinopel · Grado · Patriarchaat van het Westen